# Hexatronic Group
Hexatronic Group AB är ett svenskt verkstadsföretag med säte i Göteborg, som grundades 1993. Koncernen utvecklar, tillverkar, marknadsför och levererar fiberoptiska kommunikationslösningar för infrastruktur. 
Hexatronic tillverkar bland annat kabel, där det har sina rötter i Sieverts Kabelverk i Sundbyberg, som grundades 1888. I Hexatronic Group ingår omkring 50 företag med omkring 2000 anställda.

## Förvärvet av Ericsson Cables
År 2013 hotades Ericsson Cables av nedläggning, men den 1 november 2013 kommunicerade Ericsson genom ett pressmeddelande att avtal slutits med Hexatronic Group om förvärv av verksamheten för telekabel. Den 16 april 2014 kommunicerade Ericsson att avtal slutits med Hexatronic Group AB om att även förvärva kopparkabelverksamheten.